# Sanhaçu-verde
O sanhaço-do-coqueiro (Thraupis palmarum), também conhecido como  sanhaçu-verde ou sanhaço-pardo é uma ave endêmica da região neotropical, pertencente à família dos tiês.

## Etimologia
"Sanhaçu" é oriundo do tupi sa'i wa'su, "saí-grande". "Sanhaço-pardo" e "sanhaçu-verde" são referências à sua coloração pardo-esverdeada.[carece de fontes?]
O nome "sanhaço-do-coqueiro" foi selecionado como nome vernáculo técnico para a espécie pelo Comitê Brasileiro de Registros Ornitológicos.

## Caracterização
Mede cerca de 18 cm, pesando em média 36 g. Não apresentam quase nenhum     dimorfismo sexual, a não ser pelo fato da fêmea apresentar uma coloração ligeiramente mais pálida.[carece de fontes?]
Seu habitat inclui áreas semiabertas, campos de cultivo, cerrados, pomares, jardins e ambientes arborizados. O ninho é feito pelo casal, tem a forma de um cesto aberto, geralmente feito de folhas largas e secas, revestido de fibra vegetal. A postura da fêmea é de, em média 2-3 ovos, de coloração creme ou branca com manchas cinzas, sendo que a incubação leva, em média, 13-15 dias. Os filhotes permanecem no ninho por 17-20 dias.[carece de fontes?]
Alimentam-se principalmente de frutos, néctar, aracnídeos de pequeno porte e insetos, incluindo lagartas.[carece de fontes?]

## Distribuição
Ocorre principalmente na América Latina – Argentina, Bolívia, Brasil, Colômbia, Costa Rica, Equador, Guiana Francesa, Honduras, Nicarágua, Panamá, Paraguai, Peru e Trindade e Tobago e na América do Sul – Guiana e Suriname.[carece de fontes?]